# 宝国老镇
宝国老镇，是中华人民共和国辽宁省朝阳市北票市下辖的一个乡镇级行政单位。

## 行政区划
宝国老镇下辖以下地区：
宝国老村、弥力营村、马达营村、金杖子村、扣卜营村、马家沟村、三座店村、韩古屯村、边家沟村、坎杖子村、十八台村、西树林村、杜杖子村、苏家窑村、下洼村和太平沟村。